# 현영학
현영학(玄永學, 1921년 1월 6일~2004년 1월 14일)은 한국의 교육자, 기독교 사회운동가, 민중신학자, 민속학자이며 반유신 민주화 운동에 참여하여 활동했다. 이화여자대학교 신학과 교수와 문리대학장을 지냈다. 니버, D. 본회퍼 등의 신학자들과 그들의 저서를 국내에 소개하였고 안병무, 서남동 등과 함께 민중신학, 해방신학을 개척하였으며, 군정과 유신체제에 반대하여 반유신, 박정희, 전두환 운동에도 적극 참여하였다. 1980년대부터는 죽을 때까지 탈춤 연구에 헌신하였다.
계몽운동가, 교육자 윤치호의 사위이며 윤영선의 이복 매제이다. 윤치왕의 조카사위이자 4대 대통령 윤보선의 6촌 매제이다. 부인 윤보희는 이화여자대학교 음악과 피아노 교수를 역임했다. 함경남도 출신.

## 생애

### 생애 초반
현영학은 1921년 1월 6일 함경남도 함흥시에서 목사 현원국과 독립운동가 겸 교육자이자 대한애국부인회의 회원인 신애균의 둘째 아들로 태어났다. 이후, 이화여전의 음악과 교수로 있던 윤치호(尹致昊)의 여섯째 딸 윤보희(尹寶姬)와 결혼했다. 윤보희는 후에 이화여자대학교 음악학과 교수를 지냈다. 또한 그의 동생은 후일 6.25 전쟁에 참전했고, 해군소장을 지낸 현시학이었다.
1938년 함흥 영생고등보통학교를 졸업하고 동년 일본으로 유학, 간사이학원(關西學院, 지금의 간사이가쿠인대학) 신학부에 입학하였다. 이후 목사 자격을 취득하고 1943년 일본의 한국인교회의 목사로 활동하다가 태평양 전쟁 당시 징용대상자가 되어 서울로 돌아와 철광회사에서 일하였다.

### 해방 직후
8·15광복 뒤에 철광회사를 그만두고 이화여전의 강사로 임용, 1945년 해방 정국에서 현시학 등 가족들을 이끌고 월남했다. 1946년 이화여자전문학교(뒤에 이화여자대학교로 승격)의 조교수로 임용되어 학생들을 가르쳤다. 장인 윤치호는 친일파로 몰려 규탄받고 자결했으나 그는 친일파도 아니었고, 친일 활동에 가담하지도 않았으므로 연좌되지 않았다.
이화여전의 신학과 교수로 재직하다가 1947년 미국으로 건너가 유학, 성서신학교(Biblical Seminary)에서 공부하였고, 1949년 뉴욕 유니언신학교에서 R.니버(Reinhold Niebuhr)의 가르침을 받았다.

### 미국 유학과 귀국
1955년 미국 뉴욕의 유니언 신학대(STM)에서 신학 석사 학위를 받았다. 1955년 한국으로 돌아와 다시 이화여자대학교 신학과 교수로 복귀하였고 이후 이화여자대학교 문리과대학 기독교학과장, 문리대 교양학부장, 학무처장 등을 지냈다. 이후 박정희의 군정 연장에 반대하였고, 1964년 연구원 자격으로 미국 유니언신학교로 가 최신신학을 공부하였다. 신학자로 활동하며 니버, D.본회퍼 등의 신학자들을 국내에 소개하고 그들의 저서를 번역하여 국내에 출간하였으며 A.리처드슨의 《과학 역사 신앙》(1958), S.케이브의 《신약성서와 윤리문제》(1959), P.틸리히의 《존재에의 용기》(1960) 등의 신학서를 번역, 출간하였다.
1960년대 말 서구 신학계의 문제작 ‘신에게 솔직히’를 번역 출간해 한국 종교계에 파문을 일으키기도 했던 그는 한국과 아시아의 정치·사회적 현실에서 신학을 한다는 것이 무엇인가를 밝히는 신학 논문을 수 차례 발표해 세계 신학계의 주목을 받았다.

### 반 군사독재 운동
70년 전태일 분신 사건에 충격받아 독재에 맞서 예수의 사랑을 실천하는 데 주력했다. 그 밖에 종교인 강원룡, 김수환, 사촌 처남인 윤보선 등과 함께 반박정희, 박정희 퇴진 운동에 줄곧 동참했다.
1970년대에는 강의활동 외에 쪽방과 오지를 돌아다니며 그늘에서 소외된 민중을 위하여 활동하였고 서남동·안병무 등과 함께 민중으로서의 예수를 부각하고 한국 기독교회의 갱신과‘하나님 나라 정치’를 구현하는 민중신학 운동을 주관하였다. 고인은 "한국 고유의 신명난 탈춤에서 살아 있는 예수를 발견했다"며 탈춤 연구에도 힘을 쏟았다. 79년 10.26 사건 직후 교수 1백34인 시국선언문에 서명했던 그는 신군부에 의해 80년부터 4년간 강제 퇴직당했다. 1980년 7월 신군부에 의해 강제 해직당했다가 1984년 8월 이화여자대학교 복직했으며, 86년 정년 퇴임하였다. 퇴임 후에도 이화여자대학교 신학과 명예교수, 일본 간세이가쿠인대 신학부 초빙교수로 활동했다.

### 생애 후반
이후 투병기간 중인 1997년 논문집 '예수의 탈춤' 을 냈다. 1972년 10월 박정희가 유신을 선언하자 유신체제에 반대하여 사회운동과 민주화 운동에도 적극 참여하였다. 또한 탈놀이 등 전통민중문화에 관심을 갖고 전통문화의 보존에도 관심을 기울였다.
그밖에 후학 양성에도 관심을 갖고 여러 후학들을 양성했고, 가난한 고학생들에게 장학금과 학비를 지원하기도 했다.
2004년 1월 14일 경기도 고양시 자택에서 사망했다. 사망 당시 그의 나이 84세였다. 바로 서울대병원 장례식장에서 장례를 치렀다.

## 학위
- 미국 뉴욕 유니언 대학교 신학대학원 신학석사[3]

## 기타 경력
- 이화여대 신학과 교수
- 이화여대 인문대학 학장

## 저서와 논문

### 저서 및 역서
- 한국문화와 기독교윤리:현대의지성 24
- 역서 <눌린 자의 하느님> (제임스콘 저)
- A.리처드슨 《과학 역사 신앙》(1958)
- S.케이브 《신약성서와 윤리문제》(1959)
- P.틸리히의 《존재에의 용기》(1960)

### 논문
- 《민중 속에 성육신해야》
- 《민중, 고난의 종, 희망》
- 《예수의 탈춤》(1997.11)

## 가족
- 아버지 현원국
- 어머니 신애균
  - 동생 현봉학(1922년 6월 23일 ~ 2007년 11월 25일, 아주대 명예교수)
  - 동생 현시학(1924년 1월 3일 ~ 1989년 7월 18일, 대한민국 해군 소장, 주 이란 대사, 주 멕시코 대사)
  - 동생 현순
  - 동생 현웅 / 피터 현(언론인, 뉴욕 거주)
  - 동생 현요한
- 부인 윤보희(1923년 ~ 2018년, 이화여자대학교 음악과 교수, 명예교수 역임)
  - 자녀 :
- 장인 윤치호(1865년 1월 23일 ~ 1945년 12월 9일), 정치인, 철학자

## 평가
서양 중심으로 전개된 기독교 신학에 한국적 요소를 접목했다는 평가가 있다. 군사정권의 억압이 극심하던 70년대에 고(故) 서남동.안병무씨 등과 함께 한국 민중신학의 기틀을 마련했다.
그는 1970년대 유신체제에 반대하는 민주화운동에 참여하는 등 ‘1세대 민중신학자’라는 평가를 받고 있다.

## 기타
그의 부인 윤보희는 1943년 이화여자전문학교 음악학과에 입학, 졸업 후 이화여자대학교 음악과 피아노 교수를 역임했고 피아노전공 명예교수로 추대되었다.

## 같이 보기
| - 민중신학 - 해방신학 - 한국 전쟁 - 윤보희 - 현시학 - 윤치호 - 윤보선 - 윤치왕 - 서남동 - 장준하 - 전태일 | - 이화여자대학교 - 김수환 - 강원룡 - 안병무 - 함석헌 - 문익환 - 문동환 - 양현혜 - 계훈제 - 김영삼 - 서정범 - 한국의 신학자 목록 |

## 참고 서적
- 현영학, 한국문화와 기독교윤리:현대의지성 24 (문학과지성사, 1986)
- 제임스 콘, <눌린 자의 하느님> (현영학 번역, 1980년, 이화여자대학교출판부)
- 윤치호, 《윤치호 일기 (1916-1943)》 (김상태 편 번역, 역사비평사, 2001)
- [부고] 현영학 前 이화여대 교수 동아일보 2004.01.14
- 보관됨 2013-12-12 - 웨이백 머신 민중신학 개척 현영학씨 별세 중앙일보 2004.01.14